# 早稲田中学校・高等学校の人物一覧
早稲田中学校・高等学校の人物一覧（わせだちゅうがっこう・こうとうがっこうがっこうのじんぶついちらん）
早稲田中学校・高等学校の主な出身者・教員・関係者など。

## 著名な関係者
- 大隈重信 - 初代名誉校長。政治家
- 大隈英麿 - 初代校長。教育者
- 坪内逍遥 - 二代校長。小説家、評論家、翻訳家、劇作家
- 平沼淑郎 - 四代校長。平沼騏一郎の兄、平沼赳夫の曽祖父
- 会津八一 - 三代教頭。歌人・美術史家・書家
- 島村抱月 - 英語科教諭。評論家、演出家
- 吉江喬松 - 英語科教諭。早稲田大学仏文科を創設
- 安部磯雄 - 英語科教諭。社会主義者。衆議院議員
- 橋本喜典 - 国語科教諭。歌人

## 著名な出身者
回期は卒業・編入・推薦校友・中退を問わない。
- 濱田耕作 - 元京都帝国大学総長・日本近代考古学の開祖。1回生
- 矢田七太郎 - 外交官・奉天総領事・上海総領事・スイス公使・東亜同文書院院長。1回生
- 西成甫 - 元群馬大学学長。比較解剖学の権威。2回生
- 石原謙 - 元東北帝国大学教授。文化勲章受章。3回生
- 清水徳太郎 - 元衆議院議員。3回生
- 有田八郎 - 元外務大臣。4回生
- 河原田稼吉 - 元内務大臣。4回生
- 堀切善次郎 - 校長・元内務大臣・元東京都公安委員長。4回生
- 中田章 - 音楽家。中田喜直の父。5回生
- 遠藤柳作 - 貴族院議員。5回生
- 坪内士行 - 坪内逍遥の養子。早稲田大学教授、演劇評論家。5回生
- 前田光世（コンデ・コマ） - 格闘家。5回生
- 岡村寧次 - 陸軍大将。5回生
- 吉岡信敬 - 早稲田大学名物応援団長。「野次将軍」。6回生
- 権田保之助 - 民衆娯楽研究家。7回生
- 三村起一 - 住友鉱業社長、石油資源開発初代社長、石油開発公団初代総裁。7回生
- 冨永信政 - 陸軍大将。東條英機首相次男の岳父。8回生
- 萬鐵五郎 - 画家。8回生
- 中村彝（中退） - 画家。8回生
- 山脇正治 - 元後楽園イーグルス監督。8回生
- 田中武雄 - 元運輸大臣。幣原内閣のとき、堀切善次郎と共に入閣。8回生
- 岸良一 - 元参議院議員。10回生
- 鶴田吾郎（中退） - 洋画家。10回生
- 和田操 - 海軍中将。10回生
- 西條八十 - 作詞家・詩人。11回生
- 石井満 - 元日本出版協会会長。12回生
- 曽宮一念 - 画家。13回生
- 池田豊 - 中日ドラゴンズ初代監督、プロ野球審判。14回生
- 横川重次 - 元衆議院議員。15回生
- 岸一郎 - 元阪神タイガース監督。16回生
- 加瀬俊一 - 外交官。17回生
- 西谷啓治 - 京都帝国大学教授。19回生
- 内田巌 - 内田魯庵の子。美術評論家。20回生
- 安藤更生 - 美術史家・早稲田大学教授。21回生
- 山内清男 - 考古学者・東京大学名誉教授、成城大学教授。
- 金子幸彦 - ロシア文学者。一橋大学名誉教授。
- 根本行都（中退） - 元中日ドラゴンズ監督
- サトウハチロー（中退） - 作詞家・詩人。22回生
- 古川ロッパ（古川緑波） - コメディアン・俳優。24回生
- 亀井文夫 - 映画監督。28回生
- 戸井田道三 - 評論家。29回生
- 笠置山勝一 - 力士。32回生
- 鈴木道明 - 作詞家・作曲家。40回生
- 服部満彦 - 登山家。48回生
- 平沢要 - 逓信次官 / 電力国家管理法に反対し半年ばかりで次官辞職。
- 永六輔 - 放送作家・タレント。54回生
- 緒方重威 - 元公安調査庁長官。55回生
- 高木新二郎 - 産業再生機構取締役産業再生委員長。56回生
- 山花貞夫 - 弁護士・政治家、元日本社会党委員長。56回生
- 川本信彦 - 本田技研工業第4代社長。57回生
- 中野圭一郎 - 作家・脚本家。59回生
- 梅宮辰夫 - 俳優。59回生
- 山本晋也 - 映画監督。60回生
- 鈴木信吾 - 版画家。65回生
- 松倉悦郎 - 僧侶・元フジテレビアナウンサー。67回生
- 川崎徹 - コピーライター・作家。69回生
- 安井潤一郎 - 早稲田商店会長・衆議院議員。70回生
- 森山茂徳 - 首都大学東京教授。70回生
- 久夛良木健 - ソニー・コンピュータエンタテインメント会長兼CEO。立命館大学大学院客員教授、71回生
- 葛西聖司 - NHKアナウンサー。72回生
- 若林秀樹 - 参議院議員。75回生
- 永井龍之介 - 永井画廊代表取締役。「開運!なんでも鑑定団」鑑定士。76回生
- 釜井俊孝 - 地質学者。京都大学名誉教授。77回生
- 萩原健太 - 音楽評論家。77回生
- 高田裕史 - 作家。77回生
- 黒川弘務 - 法務官僚。元東京高等検察庁検事長。78回生
- 大山忍 - 埼玉県八潮市長。78回生
- 石井啓一 - 衆議院議員、公明党代表、元国土交通大臣。79回生
- 坪内祐三 - 文芸評論家。79回生
- 見沢知廉 - 小説家・右翼活動家。80回生
- 梁邦彦 - 医師・音楽家。80回生
- 山田均 - 武蔵野大学教授。80回生
- 片岡孝夫 - 早稲田大学教授。81回生。
- 平井伯昌 - 水泳コーチ。84回生
- 福澤朗 - イースト所属のフリーアナウンサー・元日本テレビチーフアナウンサー。84回生
- 渡辺淳 - アニメの音響監督。84回生
- 富岡由紀夫 - 参議院議員。85回生
- 櫻井孝昌 - メディアプロデューサー。愛称・セコライ。86回生
- 広岡勲 - 江戸川大学教授、読売巨人軍社長付アドバイザー、日本相撲協会理事補佐・危機管理担当。87回生
- 山花郁夫 - 衆議院議員。87回生
- 會川昇 - 脚本家。87回生
- 秦建日子 - 小説家・劇作家・演出家・脚本家。88回生
- 山内一典 - ゲームクリエイター。88回生
- 鳥海貴樹 - NHKアナウンサー。89回生
- 青山和弘 - 日本テレビ報道局記者、キャスター。89回生
- 坪内淳 - 国際政治学者。90回生
- 石井登志郎 - 西宮市長。92回生
- 松島茂 - 文化放送アナウンサー。92回生
- 加藤暁 - フリーアナウンサー。元九州朝日放送アナウンサー。92回生
- 古今亭志ん雀 - 落語家
- 黒岩陽一 - 日本中央競馬会の調教師。101回生
- 篠原裕明 - テレビ東京報道局政治部官邸キャップ、キャスター。102回生
- 吉原功兼 - 関西テレビアナウンサー。103回生
- 内藤圭祐 - アニメプロデューサー。103回生
- UEBO - シンガーソングライター。110回生
- 金井新二 - 宗教学者、東京大学名誉教授
- 小笠原八十美 - 衆議院議員、厚生政務次官